# Гипотеза Диксона
Гипотеза Диксона — теоретико-числовое предположение, высказанное Линордом Диксоном в 1904 году, утверждающее, что для любого конечного набора линейных форм {\displaystyle a_{1}n+b_{1},a_{2}n+b_{2},...a_{k}n+b_{k}} при {\displaystyle a_{j}\geqslant 1}, имеется бесконечно много натуральных чисел n, для которых все значения форм будут простыми одновременно, если только не существует сравнение по некоторому простому модулю, сразу исключающее эту возможность.

## Формулировка
Пусть k — натуральное число, рассмотрим k арифметических прогрессий {\displaystyle a_{1}n+b_{1},a_{2}n+b_{2},...a_{k}n+b_{k}} с целыми {\displaystyle a_{j},b_{j}}, причем {\displaystyle a_{j}\geqslant 1}. Гипотеза Диксона предполагает, что существует бесконечно много натуральных n таких, что для каждого такого n все k чисел {\displaystyle a_{1}n+b_{1},a_{2}n+b_{2},...a_{k}n+b_{k}} являются простыми числами. Из рассмотрения исключается только тривиальный случай, когда существует такое простое p, что при любом n хотя бы одно число {\displaystyle a_{j}n+b_{j}} кратно p. Это ограничение можно переформулировать так: неверно что для любого n выполняется сравнение {\displaystyle (a_{1}n+b_{1})(a_{2}n+b_{2})...(a_{k}n+b_{k})\equiv 0{\pmod {p}}}. В последнем случае на p может делиться как несколько прогрессий при разных n, так и одна прогрессия при всех n. Например, для 2-х прогрессий {\displaystyle n,2n} всегда {\displaystyle 2\mid 2n}, а для 2-х других прогрессий {\displaystyle n,n+3} при четных n {\displaystyle 2\mid n}, а при нечетных — {\displaystyle 2\mid n+3}, так что в парах прогрессий {\displaystyle n,2n} и {\displaystyle n,n+3} число простых пар не бесконечно.
Заметим также, что формулировка гипотезы получается более естественной, если расширить её область действия с натуральных до всех целых чисел, в частности, считать простыми не только положительные числа {\displaystyle 2,3,5,...}, но и отрицательные числа {\displaystyle -2,-3,-5,...} (каковые действительно являются простыми элементами в кольце {\displaystyle \mathbb {Z} } в обычном смысле). В таком случае нет необходимости требовать положительность всех значений всех прогрессий {\displaystyle a_{j}n+b_{j}} и значит условие {\displaystyle a_{j}\geqslant 1} можно ослабить до {\displaystyle a_{j}\neq 0}, а последнее вообще можно убрать, поскольку иначе {\displaystyle a_{j}n+b_{j}} — не арифметическая прогрессия.

## Частные случаи
- Случай {\displaystyle k=1} уже доказан — это теорема Дирихле.
- Два специальных случая — это хорошо известные гипотезы: имеется бесконечно много простых чисел-близнецов (n и n + 2 простые), и имеется бесконечно много чисел Софи Жермен (n и 2n + 1 простые).
- Гипотеза Полиньяка — существует бесконечно много простых пар вида {\displaystyle n,n+2t}, t — фиксированное натуральное число (то есть бесконечно число простых пар {\displaystyle (n,n+2)}, {\displaystyle (n,n+4)}, {\displaystyle (n,n+6)} и т. п.).
- Гипотеза о последовательных простых: если нет простого p такого, что для всех n {\displaystyle p\mid (n+b_{1})(n+b_{2})...(n+b_{k})}, то число последовательных простых бесконечно (это опять же пары {\displaystyle (n,n+2)}, тройки {\displaystyle (n,n+2,n+6)}, четверки {\displaystyle (n,n+2,n+6,n+8)} и т. д.)
- В качестве других следствий можно привести то, что из гипотезы Диксона следует бесконечность числа составных чисел Мерсенна и бесконечность чисел Кармайкла, содержащих ровно 3 простых множителя, и т. п.

## Эвристические соображения в пользу гипотезы
Пусть {\displaystyle w(p)} — число решений сравнения {\displaystyle (a_{1}n+b_{1})(a_{2}n+b_{2})...(a_{k}n+b_{k})\equiv 0{\pmod {p}}}. Согласно предположению гипотезы, {\displaystyle w(p)<p} и тогда согласно эвристическим рассуждениям в пользу гипотезы Бейтмана-Хорна, получаем, что плотность чисел n, не превосходящих x, для которых все числа {\displaystyle a_{j}n+b+j} простые, оценивается величиной
{\displaystyle \prod \limits _{p}{\frac {1-w(p)/p}{(1-p^{-1})^{k}}}\int \limits _{2}^{x}{\frac {dt}{\ln ^{k}t}},}
здесь произведение берется по всем простым числам p, а {\displaystyle \ln } — натуральный логарифм числа. Величина асимптотически эквивалентна {\displaystyle \prod \limits _{p}{\frac {1-w(p)/p}{(1-p^{-1})^{k}}}{\frac {x}{\ln ^{k}x}},} но 1-е выражение должно быть точнее. При {\displaystyle k=1}, нетрудно проверить, коэффициент будет равен {\displaystyle {\frac {1}{\varphi (a_{1})}}}, что соответствует теореме Дирихле (здесь {\displaystyle \varphi } — функция Эйлера).

## Обобщения
Гипотеза Диксона была позже обобщена Шинцелем до гипотезы Шинцеля.